# 페기 캐슬

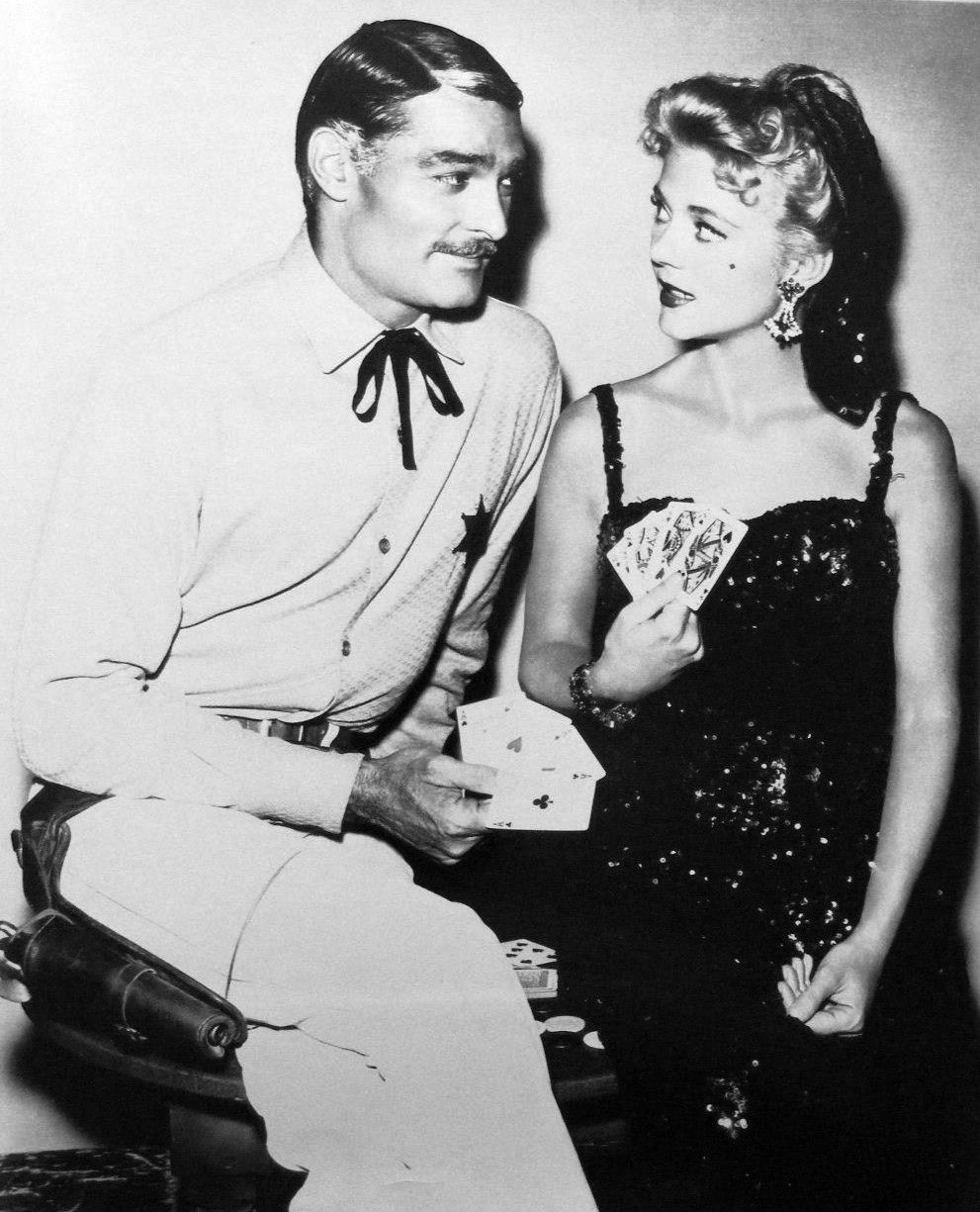

페기 캐슬(Peggie Castle, 1927년 12월 22일 ~ 1973년 8월 11일)는 미국의 배우, 영화배우, 텔레비전 배우이다.
할리우드에서 사망하였다. 사인은 간경변이다.

## 영화
- 비기닝 오브 더 엔드 (1957년)
- 로마여 안녕 (1957년)
- 오클라호마 여인 (1956년)
- 비 내리는 밤의 기적 (1956년) - 밀리 역
- 샤이안 (1955년)
- 아이, 더 주어리 (1953년)
- 더 골든 호드 (1951년)
- 빛나는 승리 (1951년)
- 도둑이었던 왕자 (1951년)
- 벨브디어씨 대학가다 (1949년)